# Oak Hills, Pennsylvania
Oak Hills är en ort i Butler County i delstaten Pennsylvania, USA.